# Markus Nagy
Markus Nagy (* 1963) ist ein deutscher Koch.

## Werdegang
Nach der Ausbildung zum Koch ging Nagy 1983 zum Hotel Berlin in Berlin, 1984 zum Landhaus Scherrer in Hamburg und 1985 zum Hotel Inter Continental in Hamburg. 1987 wechselte er als Souschef zum Gourmetrestaurant im Hotel Bareiss in Baiersbronn.
Als Küchenchef ging er 1988 zum Restaurant Schwarzer Hahn im Hotel Deidesheimer Hof in Deidesheim und 1993 zum Hotel Villa Hammerschmiede in Pfinztal, dessen Restaurant 2002 mit einem Michelinstern ausgezeichnet wurde.
2005 machte er sich im Restaurant und Hotel Zum Löwen in Eggenstein selbständig, wo die Küche ab 2012 mit einem Stern im Guide Michelin ausgezeichnet wurde.
2017 wechselte er zum Restaurant Zum Hirsch in Remchingen.

## Auszeichnungen
- 2002: Ein Michelinstern für das Restaurant Villa Hammerschmiede in Pfinztal[1]
- 2007: Aufsteiger des Jahres 2008 im Südwesten, Gault Millau[4]
- 2011: 17 Punkte im Gault-Millau
- 2012–2017: Ein Michelinstern für das Restaurant Zum Löwen in Eggenstein[2]

## Mitgliedschaften
- Jeunes Restaurateurs d’Europe[5]